# 莊敏幗
莊敏幗（Margaret Jackson，1953年3月17日—），澳洲航空公司現任主席。她出身於維多利亞省瓦雷高小镇（Warragul），並於當地高中接受教育，以及曾分別在蒙納許大學及墨爾本大學，修讀經濟學及工商管理。
莊敏幗於2000年起成為澳洲航空公司的主席，現時已婚，並育有兩名子女。

## 外部網站
- 莊敏幗 (墨納許大學校友介紹)